# Toby Fox
Toby Fox, pseudonimo di Robert F. Fox, (Manchester, 11 ottobre 1991), è un autore di videogiochi e compositore statunitense.

Faccia dellAnnoying Dog, simbolo di Toby Fox e sua personificazione nel videogioco Undertale

Conosciuto anche con il soprannome Radiation, deve la propria notorietà principalmente allo sviluppo del videogioco di culto Undertale nel 2015 e alla creazione e sviluppo di Deltarune, sebbene godesse già di discreta fama presso il fandom del fumetto online Homestuck, del quale aveva composto la colonna sonora. 
Nel 2017 ha composto la colonna sonora di Hiveswap, videogioco che con Homestuck condivide l'ambientazione. Dal 2019 collabora attivamente con Nintendo e le aziende ad essa affiliate, avendo composto musica per Super Smash Bros. Ultimate, Little Town Hero, Pokémon Spada e Scudo e Pokémon Scarlatto e Violetto.

## Carriera
Toby Fox mosse i primi passi nel mondo dei videogiochi quando era uno studente delle scuole superiori, componendo alcuni brani per il webcomic del 2009 di Andrew Hussie Homestuck. Non rispose immediatamente alla richiesta (diffusa come post su Internet) del fumettista di entrare a far parte del suo "Music Contribution Team" nell'aprile del 2009. Tuttavia Hussie, dopo aver sentito alcune sue cover al pianoforte caricate sui forum di MS Paint Adventures, chiese direttamente a Fox di collaborare con lui.
Il successo tuttavia per Fox arrivò nel 2015 con il videogioco di ruolo Undertale, che vendette più di un milione di copie, rivelandosi non solo uno dei videogiochi indie di maggior successo di sempre, ma divenendo anche un «fenomeno della pop-culture». Fox lavorò in totale autonomia alla realizzazione dell'opera, appoggiandosi solo su pochissimi esperti del settore, per evitare di dipendere da altri ed entrare in conflitti creativi. Prima di allora, egli aveva avuto solo qualche piccola esperienza da programmatore, utilizzando RPG Maker 2000 assieme ai suoi tre fratelli per realizzare videogiochi basati su delle ROM hack del celebre EarthBound. Idee per personaggi e scenari di Undertale vennero in mente a Fox durante il college, disegnandoli in continuazione sui suoi quaderni di appunti.
In seguito al suo rilascio, il gioco diede vita a una estesa fanbase e a grandi quantità di controversie sulle lodi ricevute dal gioco. Fox commentò di non essere particolarmente interessato alle critiche del pubblico, dicendo che il gioco "non è per tutti". Nonostante i premi ricevuti da Undertale e al grande successo del gioco, Fox scrisse che la sua opinione personale era che il gioco fosse ancora "di nicchia" e si meritava un punteggio "8/10" dalla critica.
Nel 2016, Toby Fox pubblicò alcune composizioni scartate per la colonna sonora di Undertale. Divenne anche contributore del periodico A Profound Waste of Time.
Nel 2018 ha pubblicato e distribuito gratuitamente il primo capitolo (di sette) di Deltarune, un altro videogioco di ruolo basato su un universo parallelo a quello di Undertale. Il secondo capitolo è stato invece distribuito, sempre gratuitamente, il 17 settembre del 2021. I capitoli 3 e 4 sono stati rilasciati in contemporanea il 4 giugno 2025.

## Discografia

### Collaborazioni

#### SerieHomestuck
- 4 febbraio 2010 - Midnight Crew: Drawing Dead
- 13 aprile 2010 - Homestuck Vol. 4
- 13 giugno 2010 - Homestuck Vol. 5
- 18 luglio 2010 - Alternia
- 13 ottobre 2010 - The Baby Is You
- 25 dicembre 2010 - Homestuck for the Holidays
- 5 gennaio 2011 - Homestuck Vol. 6: Heir Transparent
- 14 marzo 2011 - AlterniaBound
- 31 maggio 2011 - Homestuck Vol. 7: At the Price of Oblivion
- 25 ottobre 2011 - Homestuck Vol. 8
- 29 novembre 2011 - Improvised Touhou Music with Annoying Commentary
- 2 aprile 2012 - coloUrs and mayhem: Universe A
- 13 aprile 2012 - coloUrs and mayhem: Universe B
- 12 giugno 2012 - Homestuck Vol. 9
- 14 marzo 2013 - Cherubim

#### Altre colonne sonore
- 26 agosto 2010 - Squiddles!
- 2 dicembre 2010 - The Felt
- 14 luglio 2011 - The Wanderers
- 1 gennaio 2012 - I Miss You - EarthBound 2012
- 26 ottobre 2012 - Make Music, Throw Music: A Yoshi's Island Tribute
- 8 novembre 2019 - Pokémon Spada e Pokémon Scudo: Battle Tower Battle Theme

### Solista

#### SerieUndertale
- 21 maggio 2013 - Undertale Demo OST
- 15 settembre 2015 - UNDERTALE Soundtrack
- 30 ottobre 2018 - Deltarune Chapter 1 OST
- 18 settembre 2021 - Deltarune Chapter 2 OST
- 4 giugno 2025 - Deltarune Chapter 3-4 OST

#### SerieHomestuck
- 6 aprile 2016 - [S] Collide.
- 14 settembre 2017 - Hiveswap Act 1 OST

Altre colonne sonore
- 31 Ottobre 2008 - EarthBound Halloween Hack Soundtrack